# Nazotoki wa Dinner no Ato de
Nazotoki wa Dinner no Ato de (謎解きはディナーのあとで, ,Résolvez le mystère après le dîner) est une série télévisée japonaise en dix épisodes de 54 minutes diffusée du 18 octobre au 20 décembre 2011 sur Fuji TV, suivi d'un épisode spécial diffusé le 27 mars 2012.
Cette série est inédite dans tous les pays francophones.

## Distribution
- Sho Sakurai : Kageyama
- Keiko Kitagawa : Reiko Hosho
- Toru Nomaguchi (ja) : Seiichi Namiki
- Yasuhi Nakamura (ja) : Satoru Yamashige
- Anri Okamoto : Azumi Munemori
- Konatsu Tanaka (ja) : Yuka Ejiri
- Kippei Shiina (en) : Kyoichiro Kazamatsuri

## Diffusion internationale
| Pays      | Chaîne                  | Titre                    | Début           |
| --------- | ----------------------- | ------------------------ | --------------- |
| Japon     | Fuji TV                 | 謎解きはディナーのあとで | 18 octobre 2011 |
| Taïwan    | Videoland Japan Channel | 推理要在晚餐後           |                 |
| Hong Kong | TVB                     | 推理要在晚餐後           |                 |

### Sources
- (en) Cet article est partiellement ou en totalité issu de l’article de Wikipédia en anglais intitulé « Nazotoki wa Dinner no Ato de » (voir la liste des auteurs).